# فريتس دي كوك
فريتس دي كوك (بالهولندية: J. E. F. De Kok)‏ هو شخصية أعمال هولندي، ولد في 6 يناير 1882 في ماستريخت في هولندا، وتوفي في 28 أكتوبر 1940.